# Бучумень (комуна, Димбовіца)
Бучумень, Бучумені (рум. Buciumeni) — комуна у повіті Димбовіца в Румунії. До складу комуни входять такі села (дані про населення за 2002 рік):
- Бучумень (1820 осіб)
- Валя-Леурзій (1357 осіб)
- Дялу-Маре (1475 осіб)

Комуна розташована на відстані 94 км на північний захід від Бухареста, 25 км на північ від Тирговіште, 56 км на південь від Брашова.

## Населення
За даними перепису населення 2002 року у комуні проживали 4652 особи, усі — румуни. Усі жителі комуни рідною мовою назвали румунську.
Склад населення комуни за віросповіданням:
| Релігія            | Кількість осіб | Відсоток |
| ------------------ | -------------- | -------- |
| православні        | 4586           | 98,6%    |
| адвентисти         | 55             | 1,2%     |
| лютерани           | 4              | 0,1%     |
| греко-католики     | 2              | < 0,1%   |
| римо-католики      | 1              | < 0,1%   |
| бретрени           | 1              | < 0,1%   |
| не вказали релігію | 3              | 0,1%     |

## Зовнішні посилання
- Дані про комуну Бучумень на сайті Ghidul Primăriilor [Архівовано 15 травня 2012 у Wayback Machine.]